# 19-я отдельная гвардейская механизированная бригада
19-я отдельная гвардейская механизированная Николаевско-Будапештская Краснознамённая, ордена Суворова бригада (бел. 19-я гвардзейская Мікалаева-Будапешцкая чырванасцяжная ордэна Суворава асобная механізаваная брыгада) — тактическое соединение Сухопутных войск Республики Беларусь. Пункт постоянной дислокации — д. Заслоново Витебской области.

## История
Соединение ведёт историю от 363-й стрелковой дивизии РККА, созданной 12 сентября 1941 года в Свердловской области, затем переформированная в 22-ю гвардейскую стрелковую дивизию. Дивизия, позднее 2-й гвардейский механизированный корпус, участвовали в Московской битве, Одесской и Будапештской наступательных  операциях. За участие в освобождении территории Венгрии от немецких войск была награждена орденом Красного Знамени и орденом Суворова II степени.
В нынешнем виде соединение существует с 2008 года. Её предшественник — 19-я гвардейская танковая дивизия, после вывода из Венгрии, была переформирована 19-ю гвардейскую базу хранения военной техники в деревне Заслоново в 1993 году. Бригада наследует регалии 2-го гвардейского механизированного корпуса РККА, существовавшего в период Великой Отечественной войны. В 2008 году база была переформирована в механизированную бригаду.